# Eva Olah Arrè
Eva Olah Arrè, née en 1943 à Szolnok, est une artiste d’origine hongroise. 

## Biographie
Eva Olah Arrè, d'origine hongroise, a fréquenté l'école d'art de Budapest, puis l'Académie des Beaux-Arts.
Première femme à avoir réalisé une sculpture pour le Vatican (Basilique Saint-Pierre), Il Crocifisso (en bronze), et première Italienne (elle est arrivée à Milan en 1972) à avoir inauguré une exposition de sculpture et arts graphiques au Palais du Parlement européen à Strasbourg.
Plusieurs de ces œuvres à Milan, dont Al donatore di sangue (dédiée aux donneurs de sang), en bronze également ainsi qu’un marbre blanc et rose représentant le Cardinal Schuster (archevêque de Milan de 1929 à 1954), placé à droite du transept du Duomo, et à l’intérieur du cimetière monumental, également la tombe Araba Fenice commandée par la famille Formiga (fondateurs de l’Institut d'Oxford).
En 2017, elle réalise une statue de Janus Pannonius dans le jardin Madura à Mantoue. Elle enseigne la sculpture en Italie. En 2006 elle est distinguée par le titre de  Commendatore Ordine al Merito della Repubblica Italiana.

## Publications
- L'altorilievo del Beato Laszlo Batthyany-Strattmann nella cappella ungherese delle Grotte della Basilica di S. Pietro in Vaticano, Libreria Editrice Vaticana, 1 janvier 2004.
- Come nasce un monumento. The way a monument arises, Eva e Mondadori, 1 janvier 1995.
- Eva Olah Arrè -Eva (Szolnok 1943), Liliana Editrice, 1 janvier 1988.